# Daniel Hugh Kelly
Daniel Hugh Kelly  (10 de agosto de 1952) es un actor estadounidense, más conocido por su papel en la serie de televisión de ABC de los años 1980 Hardcastle and McCormick (1983-1986) como el exconvicto Mark "Skid" McCormick.

## Biografía
Daniel asistió y se graduó en la escuela secundaria católica Roselle en 1970. Fue un graduado del Colegio de San Vicente (Latrobe, Pensilvania) en 1974. También persiguió un MFA en la universidad católica (Washington D. C.) en una beca llena.
Kelly ha aparecido en numerosas producciones de Broadway, principalmente en el teatro público. Ha sido miembro de la compañía del Festival de teatro de Williamstown (Massachusetts), del teatro Folger (DC), Arena Stage (DC) y del teatro de actores de Louisville, entre otros. En Broadway interpretó a Brick junto a Kathleen Turner en La gata sobre el tejado de zinc y a Paul Verrall con Madeline Kahn en Born Yesterday.

## Carrera
Entre sus apariciones cinematográficas destacan títulos como Cujo (1983), donde interpretó a "Vic Trenton", The Good Son (1993) junto a Macaulay Culkin, Bad Company (1995), Atomic Dog (1998), Star Trek IX: insurrección (1998), Chill Factor (1999) y Guardian (2001).
Kelly protagonizó en la televisión diurna en Ryan's Hope como el senador "Frank Ryan" (1978- 1981). Además de Hardcastle and McCormick, ha sido un habitual de producciones televisivas tan variadas como la serie de la NBC  Chicago Story (1982-1983) como el detective Frank Wajorski; en la comedia de 1987 y 1988 de ABC I Married Dora, interpretando al arquitecto Peter Farrell; en 1995-96 en otra serie de la ABC Second Noah como Noah Beckett; entre 2001 y 2002 hizo la serie Ponderosa de PAX como Ben Cartwright; y en la NBC  The 100 Lives of Black Jack Savage (1991), que también fue coproducida por él. Regresó a televisión diurna con As the World Turns, en el papel del coronel "Winston Mayer" (2007- 2009).

## Vida personal
Kelly rara vez ha concedido entrevistas durante su carrera, prefiriendo su granja en el estado de Nueva York. Está casado con Ruscio Kathryn. Tiene dos hijas gemelas y un hijo